# کیفه
کیفه (به عربی: کیفة) یکی از شهرهای بزرگ‌تر در جنوب موریتانی و مرکز استان عصابه در این کشور است. کیفه ۶۰٬۰۰۵ نفر جمعیت دارد و ۹۴ متر بالاتر از سطح دریا واقع شده‌است.